# Acromyrmex balzani
Acromyrmex balzani es una especie de hormiga cortadora de hoja del género Acromyrmex, tribu Attini, familia Formicidae. Fue descrita científicamente por Emery en 1890.
Se distribuye por Argentina, Brasil y Paraguay. Se ha encontrado a elevaciones de hasta 150 metros. Habita en bosques estacionales.